# Forêt de Lipovica
La forêt de Lipovica (en serbe cyrillique : Липовичка шума ; en serbe latin : Lipovička šuma) est une forêt de Serbie. Sa partie nord se trouve dans la municipalité de Voždovac et sa partie sud se trouve dans la municipalité de Barajevo, dans le district de Belgrade. 

## Géographie
La forêt de Lipovica est située dans la région de la basse Šumadija, à 20 km au sud du centre-ville de Belgrade. Sa superficie est d'environ 30 km2 ; elle couvre les pentes septentrionales de la colline du Parcanski vis (409 m), un prolongement du mont Kosmaj. Elle  s'étend de l'Ibarska magistrala, la « route de l'Ibar », et de la vallée de la Beljanica (à l'ouest et au sud-ouest) jusqu'aux vallées de la Topčiderka et de la Ralja (à l'est). Ces trois rivières prennent leur source dans la forêt. 

## Caractéristiques
La zone forestière est inhabitée. Néanmoins plusieurs localités sont situées à l'orée de la forêt : Bela Reka à l'ouest, Guncati et Barajevo au sud-ouest et Ripanj au nord-est.
La forêt proprement dite couvre une superficie de 12 km2. On y trouve des variétés de chênes, comme le chêne hongrois et le chêne turc, appelé aussi chêne chevelu. Sur le plan de la faune, on y rencontre des chevreuils, des lièvres, des faisans et des perdrix.
La forêt constitue un lieu de promenade et de pique-nique pour les habitants de Belgrade. On y trouve des restaurants et des villas. 
L'armée yougoslave avait installé dans la forêt un réservoir servant à ravitailler ses missiles. Il fut bombardé par l'OTAN en 1999, ce qui provoqua une explosion ; les bois alentour furent brûlés.